# Vezujući imunoglobulinski protein
Vezujući imunoglobulinski protein (eng. Binding Immunoglobulin Protein) poznatiji je kao BiP ili GRP78 (eng. Glucose Regulated Protein 78 kDa). BiP je šaperon[što?] koji se nalazi u lumenu endoplazmatskog retikuluma (ER), što je odlična lokacija obzirom na njegovu ulogu u stanici. Ovaj protein pomaže u pravilnom savijanju i sklapanju novonastalih polipeptidnih lanaca nakon njihove transkripcije. Također, BiP sudjeluje u prepoznavanju nepravilno savijenih proteina i njihovom uklanjanju, čime direktno utječe na održavanje homeostaze u stanici. BiP je bitan i za odgovor na stres u ER-u, aktivirajući signalne putove koji pomažu stanici da se nosi s povećanim opterećenjem nepravilno savijenih proteina. Gen koji kodira za BiP naziva se HSPA5. Porodica kojoj BiP priprada naziva se HSPA5 (heat shock 70 kDa protein).

## Struktura BiP-a
BiP se sastoji od dvije funkcionalne domene: nukleotid vezujuća domena (NBD, nucleotide binding domain) i supstrat vezujuće domene (SBD, substrate binding domain). Struktura koja povezuje NBD i SBD naziva se inter-link domena. Uloga NBD dijela proteina je hidroliza ATP-a, dok je uloga SBD dijela vezanje polipeptida. NBD domena nalazi na N-terminalnom kraju proteina te je njezina sekundarna struktura α-heliks. Sastoji se od dvije subdomene: I i II, od kojih je svaka podijeljena na dvije jedinice, A i B. Između subdomena I i II nalazi se procjep koji služi za vezanje jednog ATP-a, jednog Mg2+ iona i dva K+ iona. SBD domena nalazi se na C-terminalnom kraju proteina i sastoji od dvije subdomene: alfa-helikaznog poklopca (SBDα) i beta-sendvič domene (SBDβ). SBDα služi kao helikazni poklopac koji prekriva vezni džep. Formira helikaznu strukturu koja se poput poklopca zatvara kada je polipetid vezan, čime stabilizira i štiti vezani polipeptid. SBDβ je vezni džep koji omogućuje vezanje nepravilno smotanih proteina.

## Funkcija
Jedna od funkcija BiP-a je stabiliziranje nesmotanog stanja proteina ili stvaranje nesmotanog stanja proteina (eng. unfolding) gdje se proteini spontano smotaju kada stignu do željene lokacije u stanici. Može ući u interakciju s nesmotanim početnim lancem proteina zbog svoje lokacije u endoplazmatskom retikulumu i pridonijeti translokaciji početnog lanca u ER-u. NBD i SBD koordiniraju repetitivne cikluse ATP hidrolize i izmjene ADP-a, stimulirajući vezanje i oslobađanje nesmotanog proteina. U proces su uključeni i ko-šaperoni koji utječu na ciklus moduliranjem ATP hidrolize ili izmjene ADP-a.

## Mehanizam rada
Način rada veoma je sličan šaperonu HSP70. U stanju kada je ATP vezan za NBD domenu, poklopac na SBD domeni se otvara zajedno s veznim mjestom polipeptida, te se oni zajedno spajaju na nukleotid vezujuću domenu. Kada se ATP veže, procjep na nukleotid vezujućoj domeni se zatvara, što stvara povoljne uvjete za promjenu na vanjskoj strani iste. Stvara se vezno mjesto za vezanje povezivača. Vezanje povezivača uzrokuje povezivanje različitih mjesta na nukleotid vezujućoj domeni sa supstrat vezujućom domenom i poklopcem. Dolazi do stvaranja jako otvorenog veznog mjesta na supstrat vezujućoj domeni što omugućuje brzo izmjenjivanje polipeptidnih supstrata. Nakon hidrolize ATP-a, domene se odvoje te se poklopac zatvara nad vezanim supstratom. Takav način vezanja i oslobađanje polipeptidnog lanca razmotava i stabilizira ne-nativne proteine za ispravno motanje ili degradaciju.

### Partneri u radu
HSP40 i NEF-ovi su dva ko-šaperona koji ulaze u interakciju sa šaperonom HSP70. HSP40 nalazi, uzima i dostavlja polipetidne supstrate do HSP70. NEF-ovi kao nukleotid izmjenjući faktori ulaze u interakciju na ulazu u nukleotidni rascjep I otvaraju ga za izmjenu nukleotida.

### UPR
Odgovor na nesavijene proteine (eng, Unfolded Protein Response, UPR) je mreža transdukcijskih signala za reprogramiranje transkripcije gena, translacije i modifikacije proteina za oslobađanje tereta nesavijenih proteina i obnovu homeostaze proteina. Ukratko, tri faktora su uključena u proces, od kojih je prvi zvan PERK koji smanjuje frekvenciju početka translacije mRNA. Drugi, IRE1alfa RNA-za reže nefukcionalne RNA koje moduliraju teret smotanih proteina. I treći, ATF6 aktivira transkripciju gena uključenih u homeostazu motanja proteina u ER-u. Dodatan faktor zadužen za degradaciju nesmotanih ili krivo smotanih proteina u ER-u zove se ERAD.
Aktivacija UPR-a modificira sintezu i translokaciju proteina u ER, motanje proteina, kontrolu kvalitete i eliminaciju krivo smotanih proteina kroz autofagiju.

## Klinički značaj
Obzirom na funkciju u pravilnom savijanju porteina, BiP je na različite načine uključen u nekoliko skupina bolesti. Najčešće je to preko ER stresa, prekomjerne ekspresije ili mutacija.

### Autoimune bolesti
U kontekstu autoimunih bolesti BiP je autoantigen, što je najbolje istraženo u reumatoidnom artritisu (RA). Na mišjim modelima pokazano je da se BiP može koristiti i kao imunoterapija za RA te da administracija prije pojave bolesti prevenira njen razvoj. Neke od ostalih autoimunih bolesti koje uključuju BiP kao autoantigen su sistemski eritemski lupus (SLE), primarna bilijarna ciroza (PBC), autoimuni hepatitis (AIH), primarni sklerozantni kolangitis (PSC) itd.

### Kardiovaskularne bolesti
Pojačana regulacija BiP-a povezana je sa srčanom disfunkcijom izazvanom ER stresom i dilatacijskom kardiomiopatijom. Predloženo je i da BiP usporava razvoj ateroskleroze, odnosno nakupljanje aterosklerotskih plakova.

### Neurodegenerativne bolesti
Kroz kontrolu proteinskog savijanja BiP, može utjecati na formiranje abnormalnih proteina povezanih s neurodegeneracijom (npr. β-amiloid, tau protieni), odnosno toksičnih za neurone, te dovesti do njihove akumulacije u živčanom sustavu. Disfunkcija savijanja proteina doprinosi patogenezi bolesti kao što su Alzheimerova ili Parkinsonova bolest.

### Metaboličke bolesti
BiP putem ER stresa također sudjeluje u patogenezi metaboličkih poremećaja kao što su dijabetes tipa 2 ili masna jetra. Predloženo je da BiP heterozigotnost štiti od razvoja pretilosti izazvane prehranom s visokim udjelom masti, dijabetesa tipa 2 i pankreatitisa regulacijom zaštitnih puteva ER stresa.

### Infektivne bolesti
Prokariotski ortolozi BiP, odnosno bakterijski Hsp70 šaperoni, novi su cilj za razvoj antibiotika, budući da stupaju u interakcije s ključnim proteinima za bakterijsku DNA replikaciju. Virulentni soj shiga toksinogene E. coli smanjuje preživljenje stanica domaćina proizvodnjom AB5 toksina koji inhibira BiP domaćina. Virusi koriste domaćinov BiP za replikaciju inficiranjem stanica putem BiP-a na površini stanice, stimuliranjem ekspresije BiP-a na virusne proteine i suzbijanjem ER odgovora.

### Onkološke bolesti
Tumorske stanice često pokazuju povećanu ekspresiju BiP-a kao odgovor na stanični stres. BiP omogućuje preživljavanje tumora u teškim uvjetima. Ovaj fenomen se povezuje s agresivnijim fenotipom tumora i lošijim ishodom bolesti.